# Sasha Knight
Sasha Knight (* in Los Angeles) ist ein US-amerikanischer Kinderdarsteller.

## Leben
Sasha Knight wurde in Los Angeles geboren und ist dort aufgewachsen. In Anna Kerrigans Filmdrama Cowboys erhielt Knight die Hauptrolle des 10-jährigen Joe, der mit seinem Vater, gespielt von Steve Zahn, in der Berglandschaft von Montana unterwegs ist. Eigentlich ist Joe ein Mädchen, zumindest wurde sie von ihrer Mutter Sally so erzogen, fühlt sich aber als Junge. Nachdem sein Vater Joe Westernkleidung gekauft hat, sind die beiden in freier Wildbahn unterwegs, campen unter dem Sternenhimmel und essen kalte Bohnen, wie echte Cowboys. 
Für Knight ist dies nach Maybe Shower die zweite Filmrolle. Für die Suche nach einem nicht-binären Trans-Kind, was neben den generellen Schwierigkeiten, Kinderdarsteller zu finden, eine zusätzliche besondere Herausforderung war, hatte Kerrigan mit Casting-Director Eyde Belasco zusammengearbeitet. Cowboys wurde Teilnehmern des Tribeca Film Festivals ab 15. April 2020 online erstmals zur Verfügung gestellt.

## Auszeichnungen
Outfest Los Angeles
- 2020: Auszeichnung mit dem Grand Jury Prize für die Beste Darstellung – U.S. Narrative (Cowboys)[2]